# Josef Ressel
Josef Ludwig Franz Ressel (29 de junio de 1793-9 de octubre de 1857) fue un guardabosques e inventor checogermano responsable del primer prototipo funcional de una hélice para propulsar barcos. 

## Reseña biográfica
Ressel nació el 29 de junio de 1793 en Chrudim, Bohemia (entonces parte del Imperio austrohúngaro). Su padre era un germanoparlante mientras que su madre era de origen checo. Tras estudiar en Linz y Viena, la muerte de su padre le hizo dejar el mundo académico para proveer sustento a su familia. 
Trabajó para el gobierno imperial como guarda forestal en Motovun, Istria, donde había una importante producción maderera para abastecer a los astilleros del puerto de Trieste. Ressel tuvo el conocimiento de que los barcos propulsados con ruedas de paletas laterales eran muy propensos a fallos, por lo que decidió buscar una solución innovadora.
Trabajó también en Landstrass (Kostanjevica, en el curso del río Krka en Carniola, donde probó por primera vez una hélice de forma helicoidal basado en el Tornillo de Arquímedes como medio de propulsión. 

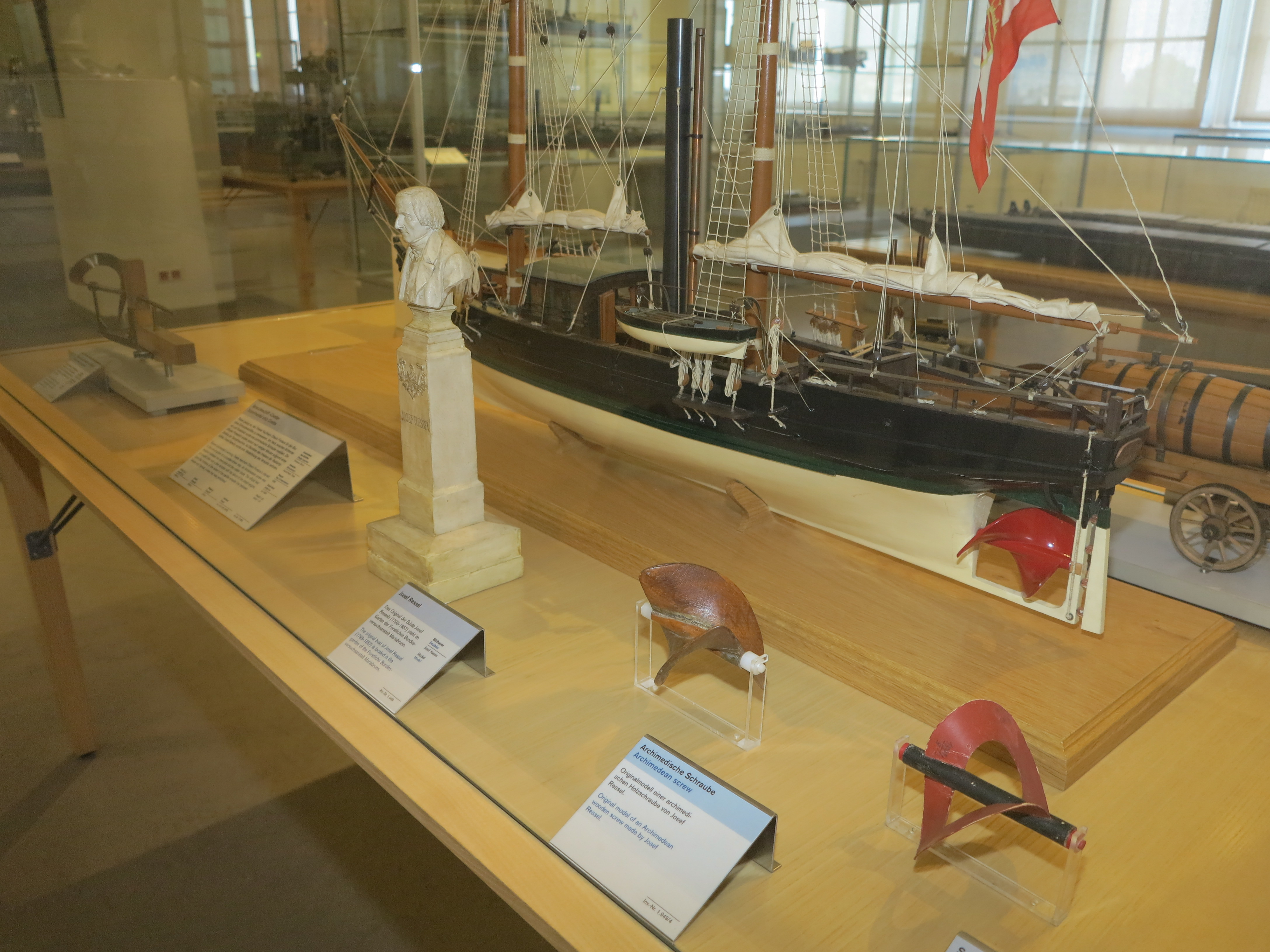
Maqueta del Civetta exhibiendo la hélice de Ressel.

Tras su traslado definitivo en 1821 a Trieste, donde trató de introducir su invento en la ruta que comunicaba el puerto con Venecia, servido por un vapor de ruedas, última tecnología de la época, que vio ineficiente. Recibió una patente en 1827 y dos años después, tras pruebas en un bote fluvial, había modificado un barco a vapor llamado Civetta y realizado una prueba en la que alcanzó seis nudos antes de que la maquinaria poco fiable fallase en plena prueba. El fracaso hizo que las autoridades prohibieran ulteriores experimentos.
La falta de empatía, visión de negocios y la ingenuidad de Ressel dio como resultado la usurpación intelectual de su invento.
Tras confiar algunos de sus diseños a un inescrupuloso hombre de negocios francés, sufrió un plagio que le condujo a varios años de reclamaciones jurídicas. 
Ya en 1804 el estadounidense John Fitch había realizado una hélice propulsora sin éxito. En 1836, era el inglés Francis Pettit Smith quien probaba un prototipo similar. En 1839 se realizó la primera travesía transatlántica basándose en la hélice de Ressel mejorada por el sueco John Ericsson. Para 1880 los avances en hélices se habían estabilizado.
Ressel fue también inventor de sistemas neumáticos, el principio del rodamiento de bolas y de artilugios de impresión, recibiendo varias patentes más a lo largo de su vida. 
Murió en Liubliana por enfermedad indeterminada, probablemente malaria contraída en los pantanos de Montona, siendo enterrado en el cementerio de San Cristóbal, en el distrito de Bežigrad.